# 苏黎世设计博物馆
苏黎世设计博物馆（英語：Museum of Design, Zürich）是一个位于瑞士苏黎世的设计主题博物馆。

## 历史
1878年建立，位于苏黎世火车总站附近，属于苏黎世艺术大学。

## 画廊

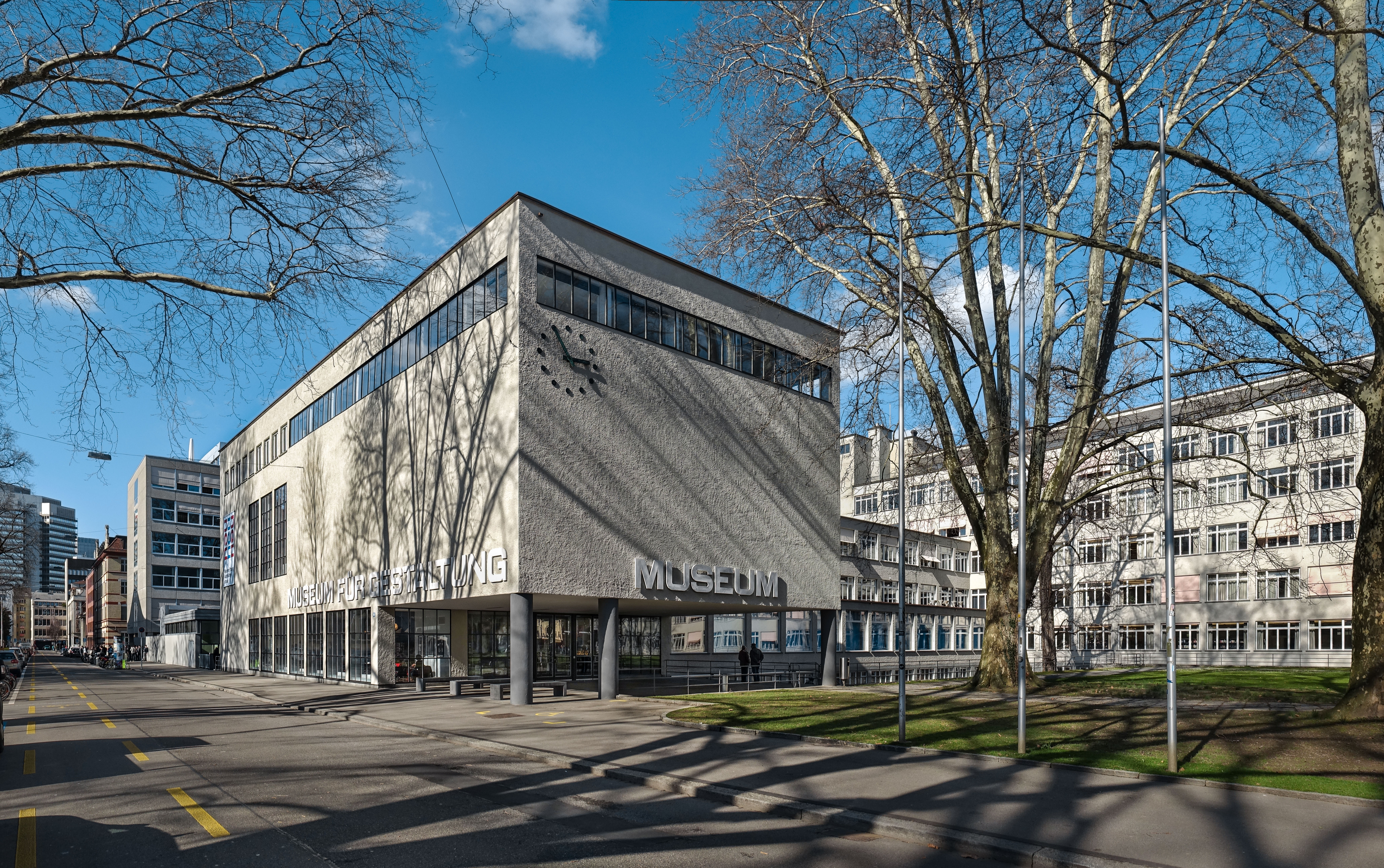
博物馆
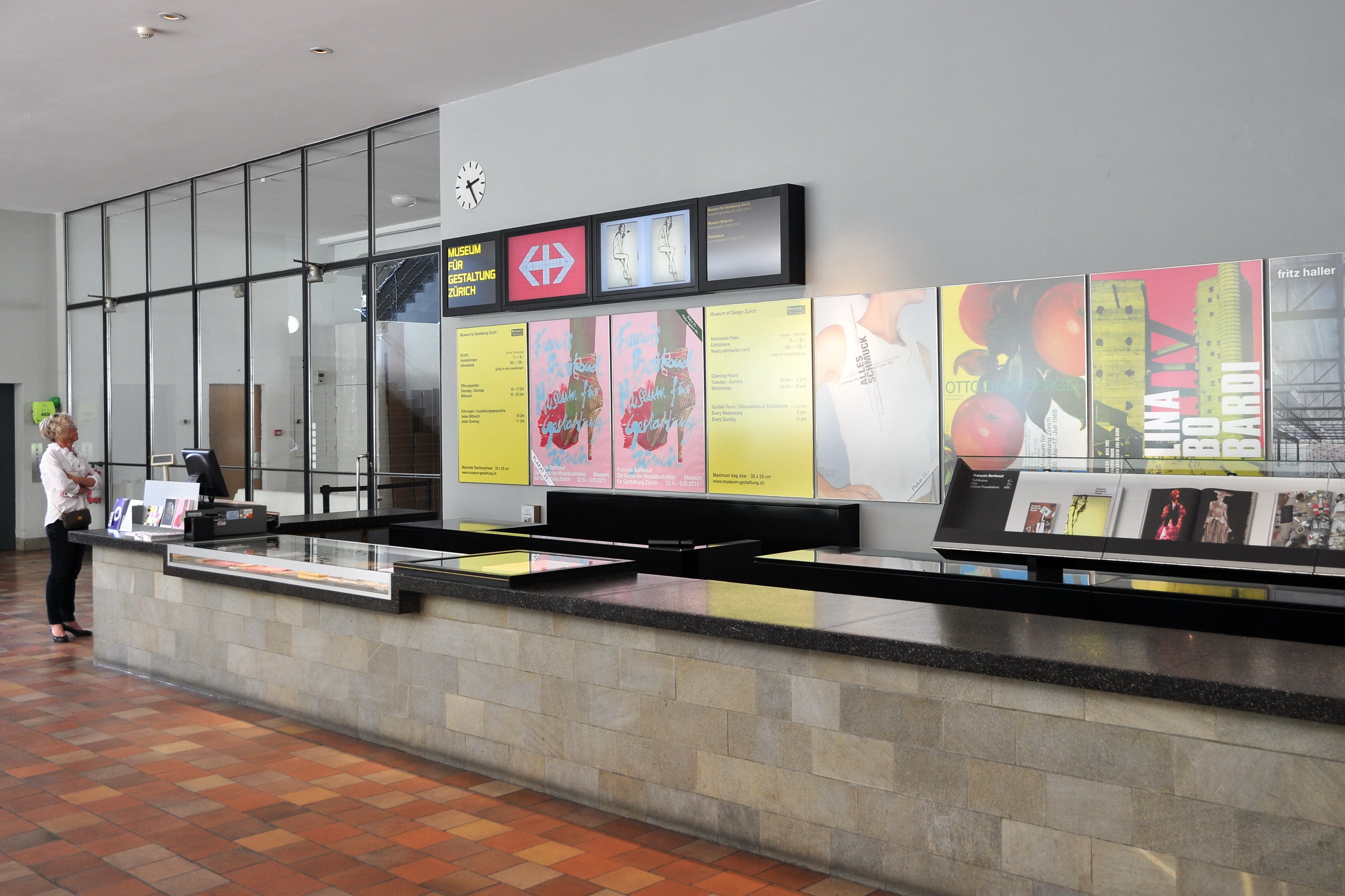
入口
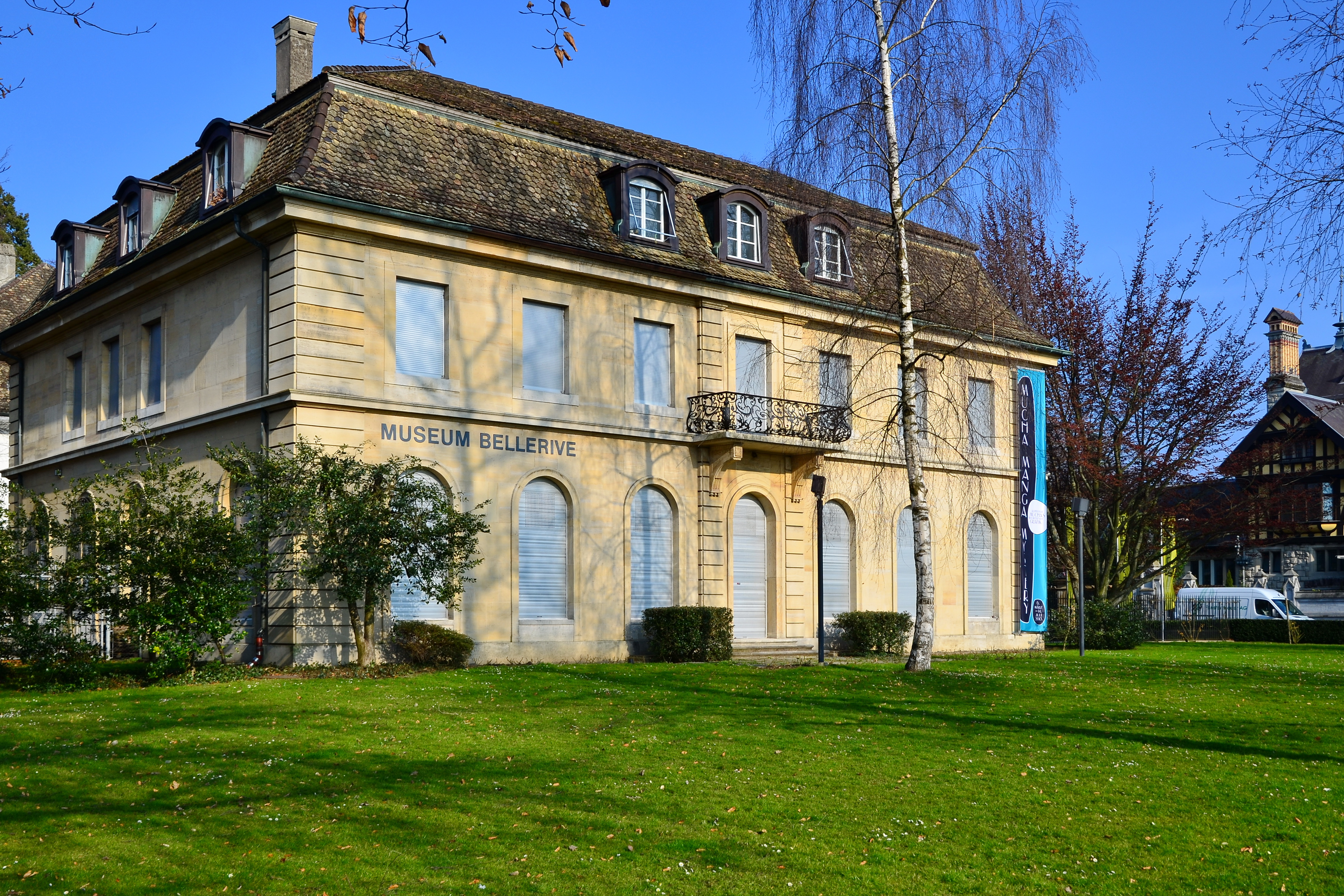
贝尔里夫博物馆
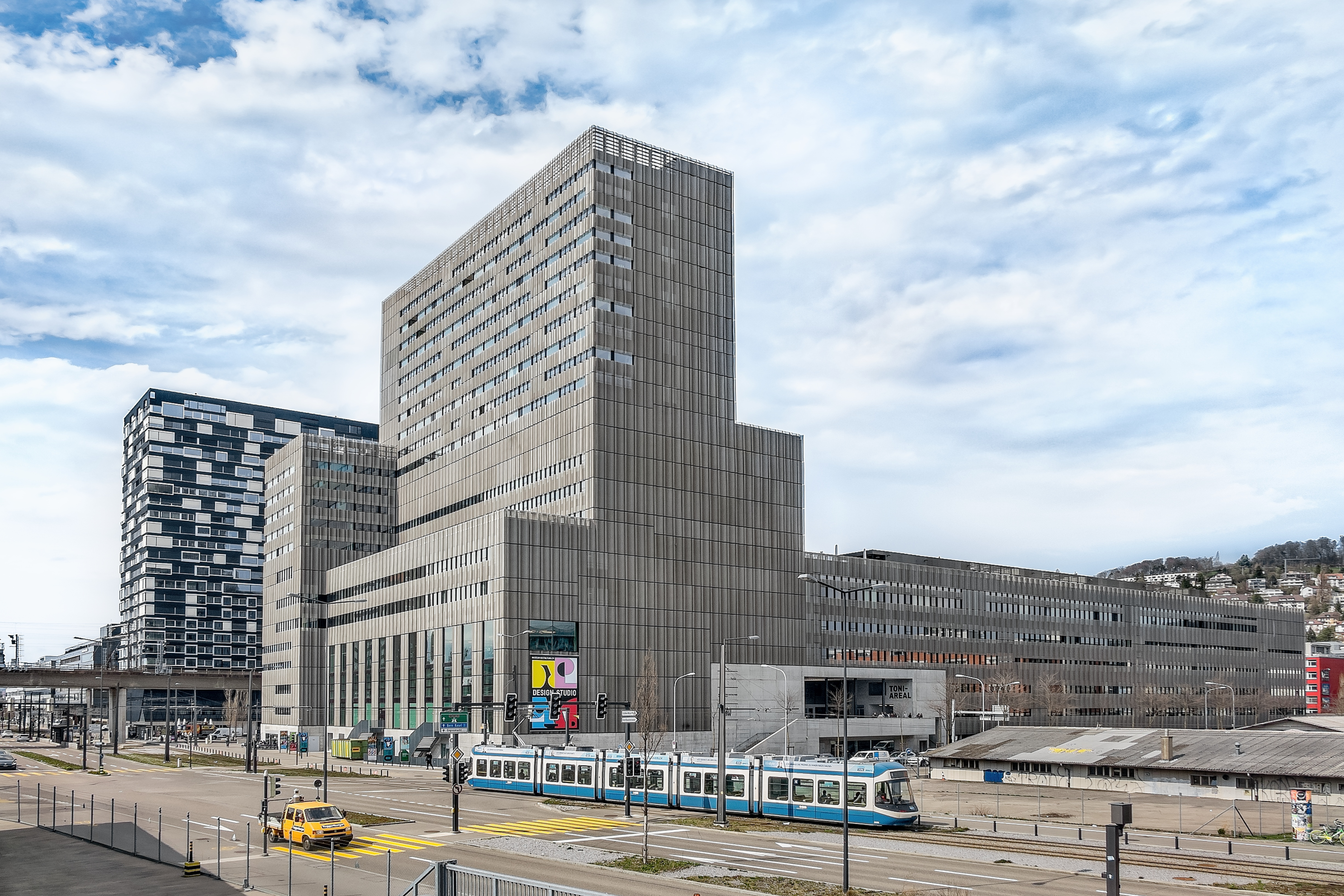
苏黎世艺术大学